# Ximena Escudero
Ximena Escudero Albornoz (Quito, 16 de septiembre de 1950) es una historiadora de arte, curadora internacional de bienes patrimoniales y museóloga ecuatoriana; es conocida por su participación en 1977 en la investigación y documentación que realizó sobre el Centro Histórico de Quito que le otorgó a la ciudad la calificación de Patrimonio Cultural de la Humanidad ante la Unesco. Es Miembro de Número de la Academia Nacional de Historia del Ecuador y de la Sociedad Amigos de la Genealogía.

## Biografía
Ximena Escudero nació en Quito (Ecuador) el 16 de septiembre de 1950.
Estudió en el Colegio Americano, su educación superior lo cursó en la Pontificia Universidad Católica del Ecuador donde obtuvo la Licenciatura en Ciencias de la Educación; además en la misma institución realizó un Doctorado en Historia con especialización en Arte Ecuatoriano. Fue alumna del fraile dominico José María Vargas, un reconocido escritor e historiador quiteño.
En 1971 el Museo Nacional de Antropología e Historia de México le concedió una beca de especialización, posteriormente la Organización de Estados Americanos (OEA) junto al Ministerio de Educación y Cultura de España le otorgaron una beca de investigación en Museografía-Museología.

## Vida profesional
Desde 1975 a 1985 fue Directora Nacional de Catalogación del Instituto Nacional de Patrimonio Cultural (INPC), 
se desempeñó como historiadora en el Instituto Metropolitano de Patrimonio (antes FONSAL) del Municipio de Quito;
fue curadora del Museo del Banco Central del Ecuador y conservadora del Museo del Banco Pichincha.
En 1997 el Gobierno de España la seleccionó para una estancia en el Museo Nacional del Prado en calidad de "investigadora extranjera".
El 12 de noviembre de 2013, Ximena Escudero se incorporó como Miembro de Número de la Academia Nacional de Historia del Ecuador con la disertación: “Pedro Bedón, pionero de la pintura audiencial en Ecuador y portador del mensaje tridentino”; también es Miembro de la Sociedad Amigos de la Genealogía del País.

### Quito Patrimonio Cultural de la Unesco
En 1977 Rodrigo Pallares, como Director Nacional del (INPC),
solicitó a Ximena Escudero que reúna la documentación necesaria para que el Centro Histórico de Quito y las Islas Galápagos se convirtieran en Patrimonio Cultural de la Humanidad de la Unesco; ella le propuso que se enfocaran en la Iglesia de la Compañía de Jesús, pero Pallares pidió que se levante toda la información referente al Casco colonial de la ciudad; la investigación de Escudero, que tardó más de un año, arrojó detalles desconocidos sobre Quito como:

...Se pudo determinar de manera más específica el área urbana del casco colonial de Quito que según esa delimitación se extendía desde las calles Manabí al norte, hasta la 24 de Mayo al sur; y desde la calle Montúfar al este hasta la calle Imbabura al oeste, cubriendo un área total de cerca de 375 hectáreas, sin contar los barrios de San Blas y San Juan que estarían fuera de los límites
Galo Larenas (Red de Educación Ecuador)

Con toda la información recabada y catalogada, el 20 de marzo de 1978 Escudero presentó a la Unesco el Estudio Histórico-Artístico de Quito Antiguo donde se determinaba que la Capital del Ecuador es la ciudad con el casco colonial más grande y mejor conservado de Latinoamérica; a finales de ese mismo año, el 8 de septiembre de 1978. la ciudad fue declarada Patrimonio Cultural de la Humanidad.

## Publicaciones
Escudero ha escrito catálogos, libros y artículos para revistas especializadas: 

### Libros
Entre sus publicaciones más importantes destacan:
- 1971 Esquema general de la cultura arqueológica Napo
- 1977 Estudio Histórico-Artístico de Quito Antiguo
- 1978 El escultor Bernardo Legarda, siglo XVIII
- 1987 Guerrero,nuestro primer cronista gráfico[12]
- 1989 Los Salas, una dinastía de pintores
- 1990 Coloristas quiteños (1730-1835)
- 1992 América y España en la escultura colonial quiteña: historia de un sincretismo
- 1994 Arte en la historia de Santo Domingo: Galería de Arte del Banco de los Andes
- 1996 Neptalí Martínez: La permanencia del arte colonial
- 2002 Recuperando la historia
- 2002 Cultura germinada por la fe (recuperando la historia)
- 2002 Apuntes sobre un pequeño coloso
- 2004 Púlpitos quiteños: la magnificencia de un arte anónimo
- 2006 Iglesias y conventos de Quito Antiguo: Guía para visitar los principales conjuntos religiosos (Inglés, español)
- 2007 Escultura colonial quiteña: Arte y oficio
- 2007 Galapagos: Islands of Time
- 2009 Historia y Leyenda Del Arte Quiteño: Su Iconología
- 2012 Conventos Quiteños (inglés, español)
- 2016 Pedro Bedón: primer Pincel Quiteño y maestro de pintores indoamericanos

#### En colaboración
- 1984 Inventario del Archivo del Convento Máximo de la Merced Quito, 1570-1880 (junto a Rolf Nagel)
- 1999 Historia y crítica del arte hispanoamericano Real Audiencia de Quito. Siglos XVI, XVII y XVIII (junto a José María Vargas)
- 2002 Recuperando la historia (junto a Holguer Jara Chávez)

### Artículos
Entre los artículos más destacados constan:
- 1987 Guerrero, nuestro primer cronista gráfico (Revista Diners).
- 1988 Nota Biográfica de Fray José María Vargas (Revista Colón).
- 1989 Mi peregrinar en post del arte (Revista Colón).
- 1989 Los Salas una dinastía de pintores (Revista Diners).
- 1990 A prueba de terremotos (Revista 15 días).
- 1994 Cielos Barrocos de Querétaro (Revista 15 días).
- 1994 El Tesoro de Tlaxcala (Revista 15 días).
- 1995 La flora de Bogotá (Revista 15 días).
- 1995 Un saqueo a gran escala (Revista Diners).
- 1997 San Francisco, mi lugar de elección (Revista de Museología N° 11).[13]
- 1998 Una Señorial mansión de Raigambre Campesina: Hacienda Chillo Compañía (Revista Criterios).
- 1999 La Biblioteca de Santo Domingo (Revista Criterios).
- 2010 La Increíble dinastía de los Salas (Revista Diners).

## Reconocimientos
En el 2008 el Municipio de Quito le otorgó la Medalla de Honor con el Escudo de Armas de la Ciudad por su investigación y catalogación del Centro Histórico de Quito ante la Unesco.